# Most Wanted & Mad
Pour les articles homonymes, voir Most Wanted.
Albums de 3 Steps Ahead
Junkie
Most Wanted & Mad est le premier album du producteur et DJ néerlandais 3 Steps Ahead, commercialisé en 1997. L'album atteint la 35e place pendant sept semaines dans le classement des meilleures ventes d'album aux Pays-Bas en 1997,.

## Description
Ce premier album de 3 Steps Ahead est la compilation des productions antérieures de l'artiste, notamment les simples Drop It, Gangster, Hakkûh, qui ont fait la renommée de 3SA sur la scène gabber néerlandaise. Il se compose de seize morceaux. Trois sont de petits textes narratifs, plaqués sur une musique d'ambiance plutôt glauque. Une est un extrait d'interview sur Channel 4[réf. nécessaire].

## Liste des titres
1. Welcome To Planet Steps
2. Gabbers Unite (Long Mix)
3. Crazy
4. Interview With Channel 4
5. It's Delicious (Original Mix)
6. Money In My Pocket
7. So Much Trouble
8. My Mind Is Gone
9. Hakkûh (Loud Play Mix)
10. Put Your Hands Up
11. Gangster (Feel So Good)
12. Most Wanted & Mad
13. I'm A Gabber
14. Cyberspace, Is Where I Live
15. In The Name Of Love
16. Drop It (Live TD '96)
17. Thunderscream (Thunder Anthem)
18. What's This? (Found A Tape)
19. The Sexy-Bass Mix

## Classement hebdomadaire
| Classement (1997)             | Meilleure position |
| ----------------------------- | ------------------ |
| Pays-Bas (Mega Album Top 100) | 35                 |